# Tapesina
Tapesina is een monotypisch geslacht van schimmels behorend tot de familie Pezizellaceae. Het bevat alleen Tapesina griseovitellina.